# Цвинтар Атлантики

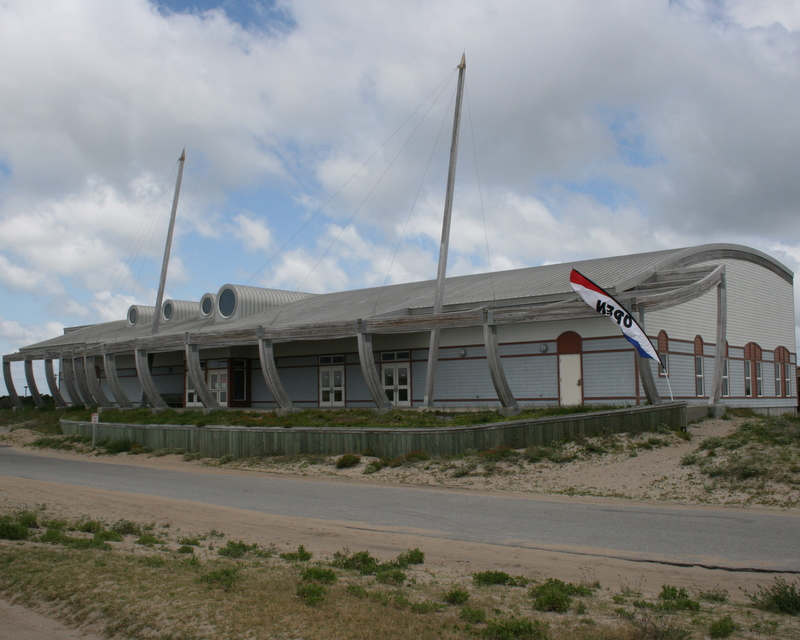
Музей «Кладовище Атлантики» в містечку Гаттерас, острів Гаттерас

«Кладовище Атлантики» — назва району Атлантичного океану навпроти мису Гаттерас вздовж Зовнішніх мілин Північної Кароліни. Названий так за частими штормовими вітрам і бурхливими мінливими течіями, де південна гілка Лабрадорської течії зустрічається з Гольфстримом. Навпроти мису знаходяться мілини Діамонд. Вперше таке визначення району дав Александер Гамілтон, який пізніше наполіг на будівництві на мисі маяка Гаттерас.
Більше тисячі кораблів зазнали аварії в цих місцях з 1526 року, коли стали вестися записи. Один з найвідоміших загиблих тут кораблів — знаменитий броненосець «USS Monitor», що затонув 31 грудня 1862 року.